# Історія євреїв Кременця
Історія євреїв Кременця (нині – Тернопільська область) – хронологічний розвиток соціально-економічного, культурно-релігійного та інших аспектів життя єврейської громади у Кременці. Історія євреїв Кременця сягає XIV століття.

## Період Великого князівства Литовського
Єврейська громада Кременця є однією із найстаріших на Західному Поділлі. У 1431 р. Кременець одержав Магдебурзьке право. Приблизно у цей час у місті поселяються євреї. Євреї Кременця вперше згадуються у грамоті великого князя литовського Свидригайла у 1438 р.
У 1495 р. великий князь литовський Олександр розпорядився вигнати євреїв із країни, тож євреям Кременця довелося залишити місто. Але вже за кілька років князь дозволив їм повертатися до Великого князівства Литовського. 
У 1552 р. у місті проживало 240 євреїв, які володіли 48 будинками. У 1578 р. їхня чисельність зросла до п’ятисот, а у 1629 р. до 854, що становило 15% від загальної кількості жителів міста. У 1563 р. євреї Кременця вже мали синагогу та лікарню.

## Період Речі Посполитої (друга половина XVI–XVIII ст.)
Після підписання Люблінської унії у 1569 р. Кременець відійшов до польської частини держави. Його єврейська община була однією з найзаможніших і найвпливовіших у Волинському воєводстві. Вона увійшла до Вааду чотирьох земель.
У XVII ст. Кременець був одним із центрів єврейського освітнього життя регіону . У місті жили такі авторитетні особистості, як рабин Авраам Хаззан, автор «Хіббурей лекет» («Вибраних творів»), галахіст рабин Мордехай Яффе та рабин Шимшон бен Бецалель, брат празького рабина Ієгуди Льов бен Бецалеля.
Статус одного з центрів єврейського освітнього життя Кременець зберіг і в наступних століттях. З цього міста походив вчений та філолог Ісак Бер Левінзон (1788–1860), який займався відродженням гебрайської мови. Зокрема, він взявся за завдання відтворити словник та синтаксис гебрайської мови для сучасного вжитку . Також він писав поширювані у рукописах сатиричні твори, у яких висміював побут єврейської громади . 
«Золота доба» для євреїв Кременця завершилася у середині XVII ст. Під час визвольної війни під проводом Богдана Хмельницького загинуло багато євреїв міста. Щоб якимось чином витягти громаду з майнового зубожіння, польський король Ян ІІ Казимир видав у 1650 р. привілей для євреїв Кременця.
У 1765 р. у місті проживало 649 євреїв. У XVIII ст. серед євреїв Кременця поширюється хасидизм.

## У складі Російської імперії (1793–1917 рр.)
Наприкінці XVIII ст. євреї становили 13,3% від загальної кількості жителів Волинської губернії, до якої увійшов Кременець .
У XIX ст. Кременець був однією з важливих ланок у незаконних перевезеннях товарів, яке організовували подільські та волинські євреї на пограниччі Австрійської та Російської імперій .
Згідно з переписом населення Російської імперії 1897 р., у місті налічувалося 6539 євреїв, що становило 37% від загальної кількості його населення.

## Період 1917–1941 рр.
Після падіння Російської імперії, в умовах воєнного протистояння та стрімких змін влади, євреї Кременця ставали жертвами погромів.
В період ІІ Речі Посполитої, у складі якої міжвоєнний Кременець був повітовим містом Тернопільського воєводства, активізувалося громадське життя єврейської спільноти міста. Протягом 1933–1939 рр. у Кременці виходила щотижнева їдишемовна газета «Кременіцер лебн».
Згідно з переписом 1931 р. на території Тернопільського воєводства мешкало 110 768 євреїв . У Кременецькому повіті жило 18 751 , а в самому Кременці 7256 євреїв . Влітку 1941 р. у місті проживало 8500 євреїв.

## Голокост у Кременці
З початком німецько-радянської війни місто швидко опинилося в руках нацистів. Відступаючи з нього, працівники НКВС вбили всіх політичних в’язнів у місцевій тюрмі. Скориставшись цим, німецькі окупанти інспірували єврейський погром руками місцевого населення, внаслідок якого загинуло 130 євреїв .
У другій половині липня 1941 р. німецька поліція безпеки у Кременці знищила представників єврейської інтелігенції та колишніх радянських держслужбовців-євреїв. Кількість убитих склала 300 осіб . Загалом у місті протягом липня 1941 р. було вбито 900 євреїв . 
1 серпня 1941 р. з шести північних районів Тернопільської області було створено ґебіт «Кременець», який у свою чергу входив до складу генерального округу «Волинь–Поділля» Райхскомісаріату Україна. 1 березня 1942 р. у місті було створено гетто, яке невдовзі оточили дерев’яним парканом . Станом на березень–квітень 1942 р. там перебувало близько 8 тис. євреїв. 
Восени 1942 р., після масових вбивств, німці зустрілися з організованим єврейським опором у гетто . 9 вересня 1942 р. там відбулося повстання . У 1942 р. було спалено головну синагогу міста . 18 серпня 1942 р. гетто було ліквідовано, а його мешканців – розстріляно . Вбивство людей проводилося у декілька етапів. Так, наприклад, 20 серпня 1942 р., було розстріляно 1210 осіб (848 жінок і дітей, 362 чоловіки).

## Від 1944 р. до сьогодення
У роки Другої світової війни майже все єврейське населення Кременця було знищене нацистами. Вдалося врятуватися лише невеликій кількості людей, яких або переховували місцеві українці чи поляки, або ж мобілізували до радянської армії ще у 1941 р.
Після війни ці євреї не повернулися до міста. Тому, згідно з переписом населення 2001 р., у Кременці євреїв не було.
Однак, єврейська культурна спадщина і надалі існує в місті. Зокрема, збереглось єврейське кладовище, історія якого налічує вже п’ятсот років. Воно складається з 3335 надгробків та є одним із найдавніших та найбільш збережених єврейських кладовищ у Центрально-Східній Європі.

## Відомі єврейські громадсько-політичні та культурні діячі, народжені у Кременці
- Моріс Селіг Караш (англ. Morris Selig Kharasch; 24 серпня 1895 – 9 жовтня 1957) – американський хімік-органік [16].
- Йосеф Авідар (1906–1997) – ізраїльський військовий та політичний діяч. На початку 50-х рр. XX ст. він брав активну участь у розбудові та зміцненні збройних сил Ізраїлю, пізніше був послом Ізраїлю в Радянському Союзі (1955–1958) та Аргентині (1960–1968) [17].
- Марк Кац (англ. Mark Kac; 3 серпня 1914 – 26 жовтня 1984) – польський та американський математик. Випускник Кременецької гімназії. Був одним із творців львівської математичної школи [18]. Батьки Марка Каца – Бенедикт та Ханна Кац разом із молодшим братом Гершом Кацом загинули у кременецькому гетто.
- Ісаак Штерн (англ. Isaac Stern; 21 липня 1920 – 22 вересня 2001) – американський скрипаль.
- Моше Каган (1922 р. н.) – відомий ізраїльський художник. Його картини були частиною експозицій у країнах Південної Америки, США, Канаді, на Кіпрі та у Швейцарії.